# Melica cupanii
Melica cupanii är en gräsart som beskrevs av Giovanni Gussone. Melica cupanii ingår i släktet slokar, och familjen gräs. Inga underarter finns listade i Catalogue of Life.